# Misil aire-superficie

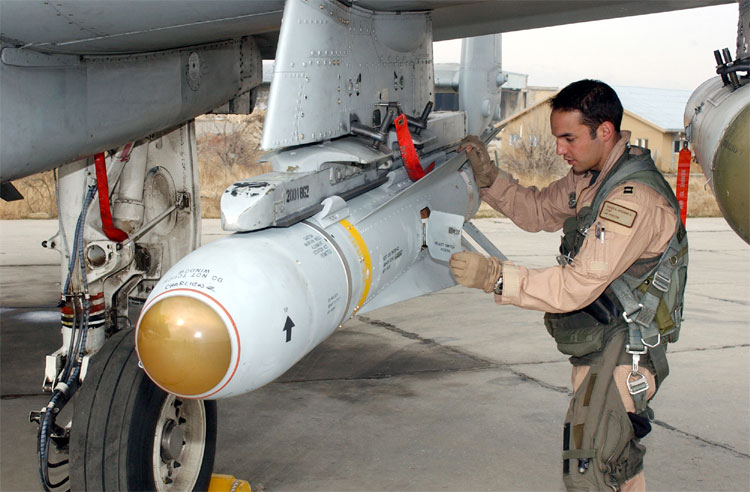
Un piloto inspecciona un misil AGM-65 Maverick en su A-10 Thunderbolt II.

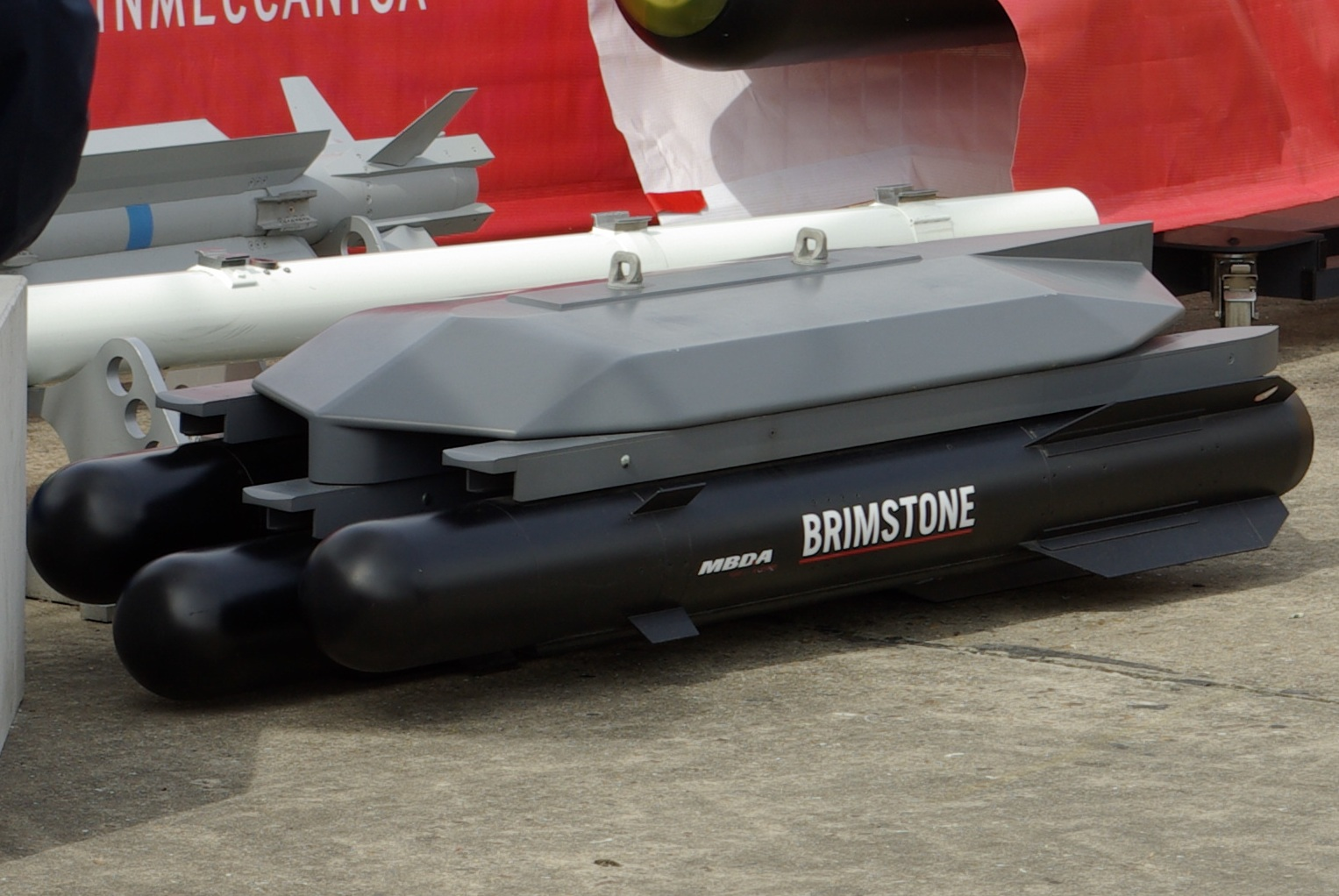
El Misil Brimstone británico es un misil antitanque dispara y olvida.

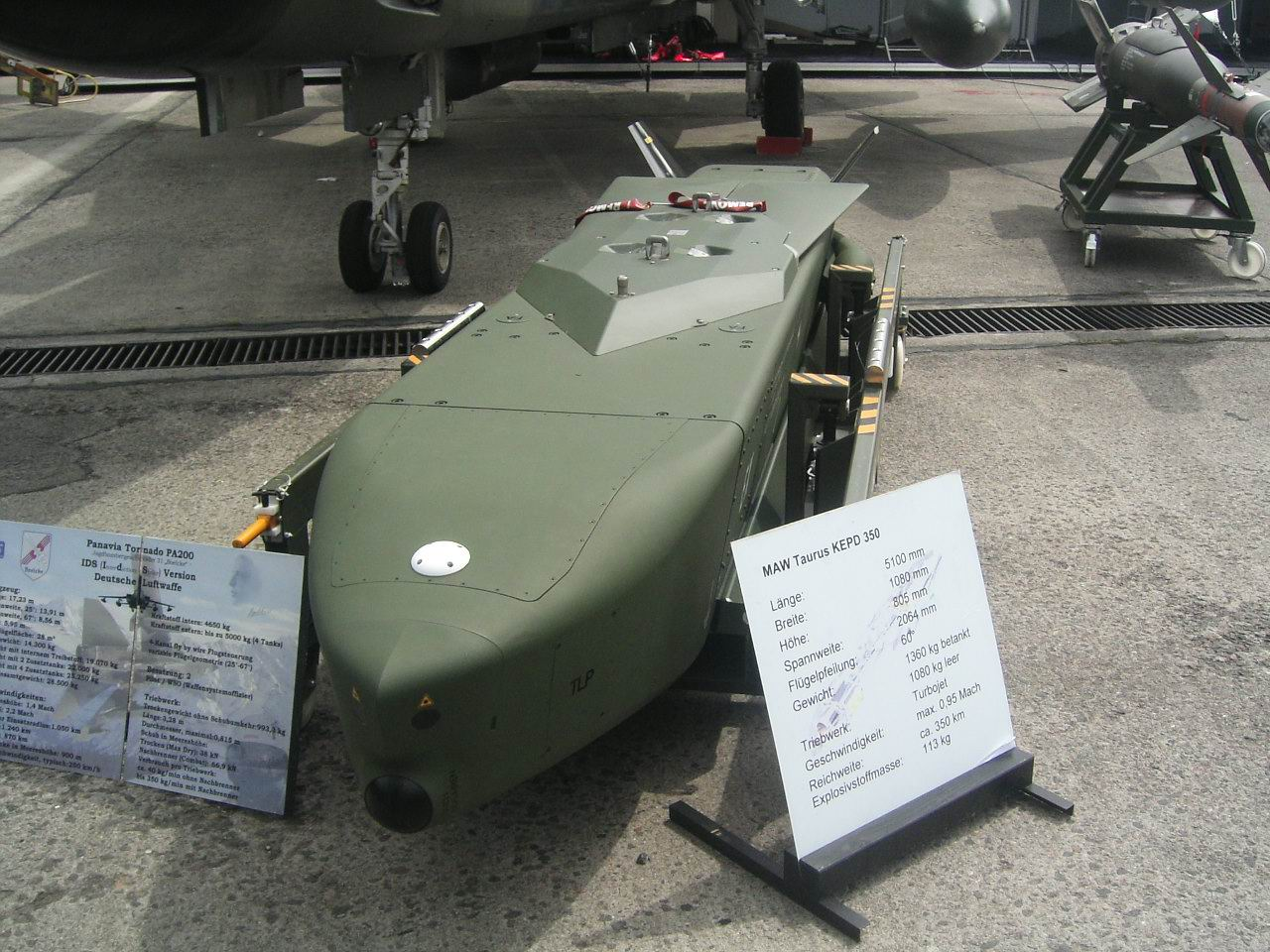
Un misil de crucero Taurus KEPD 350 de la Luftwaffe.

Un misil aire-superficie (en inglés: air-to-surface missile, ASM) o misil aire-tierra (en inglés: air-to-ground missile, AGM o ATGM) es un misil diseñado para ser lanzado desde una aeronave militar (bombardero, avión de ataque, cazabombardero, helicóptero de ataque u otros tipos) y atacar objetivos en tierra, en mar, o ambos. Son similares a las bombas guiadas pero para ser considerados como misiles deben contener de alguna forma un sistema de propulsión. Los dos sistemas de propulsión más comunes para los misiles aire-superficie son los motores cohete y los motores a reacción. Estos también tienden a corresponderse con el alcance de los misiles, corto o largo respectivamente. Algunos misiles aire-superficie soviéticos son propulsados por estatorreactores, proporcionándoles un largo alcance y una alta velocidad al mismo tiempo.
El sistema de guiado para los misiles aire-superficie normalmente es mediante guía láser, guía infrarroja, guía óptica o mediante señales GPS. El tipo de guía depende del tipo de objetivo. Los buques, por ejemplo, pueden ser detectados mediante radar pasivo o activo, mientras que esto no iba a funcionar muy bien contra blancos terrestres que normalmente no contienen una masa tan grande de metal rodeado por un espacio vacío.
Han existido combinaciones entre misiles aire-tierra y misiles tierra-tierra. Por ejemplo, hubo una versión del misil Tomahawk el cual era lanzado desde el aire, aunque esta versión fue sustituida posteriormente por el misil AGM-86 ALCM. Otros misiles usados en ambos roles incluyen el misil antibuque Penguin y el misil antibuque AGM-84 Harpoon. Muchos misiles aire-tierra pueden ser usados tanto contra buques como objetivos terrestres, aunque algunos de ellos debieron ser modificados para desempeñar sus roles de manera efectiva. Por ejemplo, el Standoff Land Attack Missile es una versión del misil Harpoon para ser usado con objetivos terrestres.
Uno de los mejores beneficios de los misiles aire-tierra, por encima de otro armamento disponible para aeronaves utilizados para atacar objetivos terrestres, es la distancia de gracia que adjudica su uso. Este beneficio permite a los pilotos lanzar el misil por fuera de la cobertura de la defensa antiaérea enemiga que pueda circundar el objetivo. La mayoría de los misiles aire-tierra son del estilo dispara y olvida, que sacan el mayor provecho de la distancia de gracia, permitiendo a la aeronave dar vuelta y alejarse una vez disparado el misil. Algunos misiles tienen suficiente rango como para ser lanzados por encima del horizonte, siendo estos misiles (comúnmente los misiles tipo crucero o los antibuque) capaces de dirigirse y hacer blanco en el objetivo de forma autónoma.
Las subcategorías de misiles aire-superficie incluyen:
- Misiles guiados antitanque lanzados desde el aire (normalmente lanzados desde helicópteros)
- Misiles de crucero lanzados desde el aire
- Misiles antibuque lanzados desde el aire
- Misiles antirradiación

Típicamente, mientras más alto y rápido vaya la aeronave que lance el misil al vuelo, más lejos estará el objetivo del misil. Para misiles de largo alcance esta diferencia puede ser pequeña, pero para misiles de corto alcance (como el AGM-65 Maverick) en gran medida aumenta la distancia de recorrido cuando son lanzados en altitud.
Han existido ejemplos de misiles balísticos lanzados desde el aire, pero son escasos. Los misiles aire-tierra se dividen de vez en cuando en las categorías de "tácticos" y "estratégicos". Por lo general, esto indica el uso de explosivos convencionales o una pequeña ojiva nuclear, calificándose como misil táctico, o una ojiva nuclear grande, considerándose un misil estratégico.

## Lista de misiles aire-superficie

### Argentina
- CITEFA MP1000 Martín Pescador
- CITEFA AS-25K

### Brasil
- MAR-1
- FOG-MPM
- AV-TM 300

### China
- DH-10
- KD-88
- KD-63
- YJ-7 (C-701)
- C-704
- C-705
- FL-10
- CF-1 (Chang Feng 1)
- CF-2 (Chang Feng 2)
- FL-9
- FL-8
- FL-7
- TL-6
- TL-10
- YJ-12
- YJ-22
- YJ-62
- YJ-91
- C-805
- YJ-83 (C-803)
- C-802
- C-801
- C-101
- C-611
- HY series
- SY series
- FL series
- C-601
- YJ-63
- HN-1
- HN-3
- HN-2
- HJ-10
- HJ-9
- HJ-8
- HJ-73
- ETC...

### Estados Unidos
- AGM-12 Bullpup
- AGM-22
- AGM-28 Hound Dog
- AGM-45 Shrike
- AGM-48 Skybolt
- AGM-53 Condor
- AGM-62 Walleye
- AGM-63
- AGM-64 Hornet
- AGM-65 Maverick
- AGM-69 SRAM
- AGM-76 Falcon
- AGM-78 Standard ARM
- AGM-79 Blue Eye
- AGM-80 Viper
- AGM-83 Bulldog
- AGM-84 Harpoon
- AGM-86 ALCM
- AGM-87 Focus
- AGM-88 HARM
- AGM-112
- AGM-114 Hellfire
- AGM-119 Penguin
- AGM-122 Sidearm
- AGM-123 Skipper
- AGM-124 Wasp
- AGM-129 ACM
- AGM-130
- AGM-131 SRAM II
- AGM-136 Tacit Rainbow
- AGM-137 TSSAM
- AGM-142 Have Nap
- AGM-153
- AGM-154 JSOW
- AGM-158 JASSM
- AGM-159 JASSM

### Francia
- MBDA AS 30
- MBDA Apache
- MBDA Exocet
- Storm Shadow

### Alemania
- Taurus KEPD 350
- AGM Armiger
- PARS-3
- Euromissile HOT
- AS.34 Kormoran
- RBS 15 (en cooperación con Suecia)

### India
- BrahMos
- Nag

### Irán
- Qased

### Noruega
- Penguin
- Joint Strike Missile

### Pakistán
- Baktar-Shikan
- Misil Babur
- Ra'ad

### Reino Unido
- Blue Steel
- Brimstone
- Green Cheese (cancelado en 1956)
- AGM-48 Skybolt (cancelado)
- ALARM
- Storm Shadow
- BAe Sea Eagle

### Sudáfrica
- Mokopa

### Suecia
- Rb 05
- RBS 15

### Turquía
- Cirit
- UMTAS

### URSS/Rusia
- KS-1 Kometa (AS-1 Kennel)
- K-10S Yen (AS-2 Kipper)
- Kh-20 (AS-3 Kangaroo)
- Kh-22 (AS-4 Kitchen)
- Kh-11 (AS-5 Kelt)
- Kh-26 (AS-6 Kingfish)
- Kh-23 (AS-7 Kerry)
- 9M114V Sturm-V (AS-8)
- Kh-28 (AS-9 Kyle)
- Kh-25 (AS-10 Karen)
- Kh-58 (AS-11 Kilter)
- Kh-25 (AS-12 Kegler)
- Kh-59 (AS-13 Kingbolt)
- Kh-29 (AS-14 Kedge)
- Raduga Kh-55 (AS-15 Kent)
- Kh-15 (AS-16 Kickback)
- Kh-31 (AS-17 Krypton)
- Kh-59 (AS-18 Kazoo)
- P-750 Grom (AS-19 Koala)
- 3M25A Meteorit-A (AS-X-19 Koala)
- Kh-35 (AS-20 Kayak)
- Kh-90 (AS-X-21)
- Kh-47M2 Kinzhal